# Приключения с пиджаком Тарапуньки
«Приключения с пиджаком Тарапуньки» — советский цветной короткометражный комедийный фильм 1955 года, снятый режиссёром Виктором Ивановым, его дебютная работа в области кино. Производство Киевской киностудии.
Премьера фильма состоялась в августе 1955 года. Фильм высмеивает бракоделов из учреждений бытового обслуживания.

## Сюжет
Несчастный случай с пиджаком Тарапуньки приводит его и Штепселя в мастерскую «Моментальный ремонт». Из рук директора Пупыркина они получают пиджак, который оказывается испорченным — украшенным лапками чернобурой лисы и имеющим ядовитый зелёный цвет. Пупыркин объясняет это тем, что были перепутаны квитанции на ремонт. Тарапунька и Штепсель решают наказать бракодела и превращают его в «блондинку» и выпускают на сцену клуба работников коммунальных учреждений, где его «отремонтированный» пиджак вызывает настоящий «триумф».

## Роли исполняют
- Юрий Тимошенко — Тарапунька
- Ефим Березин — Штепсель
- Виктор Халатов — Пупыркин
- Николай Панасьев
- Евгений Зиновьев
- Дмитрий Франько
- Павел Шкрёба
- М. Иванова
- Наталья Кандыба
- Николай Пишванов
- К. Капкунов

## Съёмочная группа
- Автор сценария: Юрий Тимошенко
- Режиссёр: Виктор Иванов
- Операторы: Алексей Панкратьев, Виталий Филиппов
- Художник: Алексей Бобровников
- Композитор: Оскар Сандлер
- Звукооператор: Константин Коган
- Художник-гримёр: Э. Дубчак
- Автор текста песен: Михаил Виккерс
- Директор картины: Леонид Низгурецкий